# NGC 1489
NGC 1489 ist eine Balken-Spiralgalaxie vom Hubble-Typ SB(r)b im Sternbild Eridanus am Himmelsäquator. Sie ist schätzungsweise 512 Millionen Lichtjahre von der Milchstraße entfernt und wird als Seyfert-2-Galaxie klassifiziert.
Das Objekt wurde 1886 von dem Astronomen Frank Muller entdeckt.